# Aliaksandr Bersanau
Aliaksandr Bersanau (1 de setembro de 1992) é um halterofilista bielorrusso. Se classificou para os Jogos Olímpicos de Verão de 2016 e representou a Bielorrússia na categoria até 94 kg masculino do halterofilismo.